# Mem de Sá
Dom Mem de Sá (* 1500 oder 1504 in Coimbra, Portugal; † 12. März 1572 in Salvador da Bahia, Brasilien) war ein portugiesischer Adliger, Jurist, Richter und Gouverneur. Er war der dritte Generalgouverneur (Vizekönig) von Brasilien (auch Portugiesisch-Amerika) von 1558 bis 1572. Außerdem war er Mitbegründer von Rio de Janeiro.

## Leben
Mem de Sá wurde als Bruder des bekannten Dichters Francisco Sá de Miranda in Coimbra geboren und studierte Rechtswissenschaften in Salamanca. 1528 machte er sein juristisches Examen und promovierte in Recht, 1533 heiratete er Dona Guiomar de Faria, mit ihr hatte er einen Sohn, Fernao de Sá, der später Capitäo (Präfekt) der Präfektur Espirito Santo wurde. Sá arbeitete fortan viele Jahre als Richter an diversen Gerichtshöfen in Portugal. Auch war er Kronrat.

### Generalgouverneur
Am 23. Juli 1556 ernannte die Regentin, Dona Catharina von Portugal, die Mutter König Sebastiãos und Witwe von Johann III., Mem de Sá zum Generalgouverneur von Brasilien. Er musste aber warten, bis sein Vorgänger, Duarte da Costa, in Portugal eingetroffen war. Dies geschah am 30. April 1557, wenige Tage später begab er sich selbst auf die Reise nach Brasilien und landete dort am 28. Dezember 1557. Sein Amt trat er offiziell am 3. Januar 1558 an.

### Konsolidierung der Kolonie
Sá nutzte seine rund 14-jährige Amtszeit, die Kolonie Portugiesisch-Amerika bzw. Brasilien zu konsolidieren. Er förderte die Landwirtschaft und vor allem den Anbau von Zuckerrohr, was zur späteren Monopolstellung Brasiliens führte und zur Einfuhr von Sklaven für die Arbeit auf den Feldern sowie zu Familien, die zu sogenannten „Zuckerdynastien“ bzw. „Zuckerbaronen“ wurden. All das konnte Sá nicht voraussehen.
Zusammen mit dem Jesuiten Manuel da Nobrega war Sá an der Gründung der Stadt Rio de Janeiro am 1. März 1565 beteiligt. Seinen Neffen, Salvador Correia de Sá, machte er zum Stadtpräfekten von Rio de Janeiro. Auch an der Gründung der Stadt São Lourenço, die heute Niterói heißt, war er beteiligt.
Sá förderte einerseits die Mission der Jesuiten unter den Indigenen. Andererseits geriet er mit den Jesuiten hinsichtlich der Anlage von Missionsdörfern und ihres Bemühens, dort die Indigenen vor Frondiensten zu schützen, in Konflikte. Insgesamt wird seine Regierungszeit mit Frieden (nach innen) und Wohlstand in Verbindung gebracht. Von den beiden führenden Jesuiten Brasiliens ihrer Zeit, José de Anchieta und Manuel da Nobrega, wurde er sehr geschätzt. Anchieta verfasste über ihn das neulateinische Epos De gestis Mendi de Saa.

### Kampf gegen Indigene und Franzosen
In diversen Kriegszügen gelang es Sá, seine Macht und die Portugals in Brasilien zu festigen, indem er Aufstände der Indigenen niederschlug.
Die Franzosen griffen ebenfalls um 1560 an und setzten sich an der Baía de Guanabara, der Bucht des heutigen Rio de Janeiro, fest, wo sie das Fort Coligny errichteten. Rund 1140 Indigenen im Dienst der Portugiesen und 120 portugiesischen Soldaten gelang es, in der Schlacht von Guanabara die Franzosen zu besiegen und jegliche französischen Ansprüche auf das Land zurückzuweisen.

### Tod
Am 12. März 1572 starb Mem de Sá überraschend, während er auf sich auf seine Abberufung nach Portugal wartete. Sein 1570 ernannter Nachfolger Luís de Vasconcelos kam nie in Brasilien an, denn er wurde auf der Schiffsreise dorthin zweimal von französischen Freibeutern überfallen und beim zweiten Überfall getötet. So blieb Sá bis zu seinem Tode interimsmäßig im Amt.